# Бой в заливе Велья
Бой в заливе Велья (англ. Battle of Vella Gulf) — одно из боевых столкновений в ходе Тихоокеанской кампании. Произошло в ночь с 6 на 7 августа 1943 года в заливе Велья между островами Велья-Лавелья и Коломбангара.

## Состав сторон
| США                        | Япония                        |
| -------------------------- | ----------------------------- |
| эсминец «Данлап» (флагман) | эсминец «Хагикадзэ» (флагман) |
| эсминец «Крэйвен»          | эсминец «Араси»               |
| эсминец «Маури»            | эсминец «Кавакадзэ»           |
| эсминец «Лэнг»             | эсминец «Сигурэ»              |
| эсминец «Стеретт»          |                               |
| эсминец «Стек»             |                               |

## Предыстория
После своей победы в битве у острова Коломбангара японцы спешили закрепиться в этом районе. В местечке Вила на юге острова был организован большой гарнизон, а для его снабжения и доставки подкреплений использовались ночные рейсы эсминцев — так называемый Токийский экспресс. 19 июля, 22 июля и 1 августа доставки прошли успешно.

## Бой
5 августа японцы очередным рейсом Токийского экспресса отправили подкрепление на остров Коломбангара — 4 эсминца, из которых 3 были загружены войсками. 6 августа, в 16:30, японская колонна была обнаружена с самолёта и для перехвата американцы выслали к Велья-Лавелья оперативную группу 31.2, состоявшую из 6 эсминцев под руководством коммандера Фредерика Мусбраггера.
В 23:20 японская колонна достигла северо-восточной оконечности острова Велья-Лавелья, а в 23:33 их засёк радарный пост «Данлапа». В 23:41 американские эсминцы произвели торпедный залп левым бортом. В 23:44 на «Сигурэ» заметили корабли противника и дали залп из 8 торпед, но было поздно — «Араси» получил попадание трёх торпед и сразу загорелся (позднее его добили артиллерией и ещё одной торпедой, в 0:17 он затонул), «Кавакадзе» (затонул в 23:51) и «Хагикадзе» (затонул в 0:18) тоже получили попадания, загорелись и потеряли ход. «Сигурэ» успел увернуться от большинства торпед, но одна в него всё-таки попала, к счастью для японцев она не взорвалась. Затем «Сигурэ» поставил дымовую завесу и под её прикрытием сумел уйти. Ни одна из японских торпед в цель не попала.

## Итоги боя
Результат стал страшным ударом для японского флота — более тысячи погибших и три затонувших корабля, и всё это в результате одного ночного торпедного боя, в котором, благодаря более совершенным торпедам, традиционно лидировали японские эсминцы. Кроме того, по результатам боя стало ясно, что в ночных боях соединения американских эсминцев вполне могут действовать самостоятельно, без крупных кораблей.